# Jerónimo Saavedra
Jerónimo Saavedra Acevedo (Las Palmas de Gran Canaria, 3 luglio 1936 – Vegueta, 21 novembre 2023) è stato un politico spagnolo, militante del Partito Socialista Operaio Spagnolo, ministro dell'amministrazione pubblica dal 14 luglio 1993 al 5 luglio 1995 e ministro dell'istruzione dal 3 luglio 1995 al 5 maggio 1996 nel IV Governo González.
Per due mandati, dal 1983 al 1987 e dal 1991 al 1993, ha ricoperto il ruolo di presidente del governo delle Canarie. Dal 2007 al 2011 è stato sindaco di Las Palmas de Gran Canaria.

## Biografia
Jerónimo Saavedra Acevedo si è laureato in legge e diplomato in amministrazione dell'impresa.
Nel 1972 ha cominciato la sua carriera politica nel Partito Socialista Operaio Spagnolo (PSOE) e nell'Unione Generale dei Lavoratori (UGT), il sindacato generale che fu bandito dal regime instaurato da Francisco Franco. Cinque anni più tardi, poco dopo la legalizzazione, è stato nominato segretario generale del Partito socialista Canarie (PSC, ramo Canarie del PSOE). È stato membro del comitato esecutivo della UGT dal 1976 al 1983.
Nelle elezioni generali del 1977, le prime dopo la fine del franchismo, è stato eletto deputato per la Provincia di Las Palmas. Successivamente, ha assunto nuovamente l'incarico in seguito alla vittorie ottenuta alle urne nelle seconde elezioni generali del 1º marzo 1979. Ha mantenuto la carica di deputato provinciale sino al termine del mandato, nel 1982.
Nel 1983 i cittadini lo hanno eletto primo presidente del Governo delle isole Canarie, carica che ha mantenuto sino al 1987.  Nel 1991 ha ottenuto un secondo mandato, conclusosi in seguito ad un voto di sfiducia costruttivo, proposto dall'opposizione e approvato il 2 aprile 1993. Gli succederà Manuel Hermoso Rojas del partito Coaliciò Canaria. Il 23 giugno seguente è stato eletto senatore al parlamento regionale delle isole Canarie, al Senato regionale rimarrà per un breve periodo, infatti, il 29 luglio, è stato chiamato a comporre la squadra di governo da Felipe González, uscito vincitore alle elezioni generali del 1993.
Il 14 luglio 1993, in seguito al giuramento, è stato nominato dal Presidente del Consiglio spagnolo Ministro della Pubblica Amministrazione nel quarto governo González. Il 13 luglio 1995, in seguito ad un rimpasto dell'esecutivo è stato incaricato di dirigere il Ministero dell'Istruzione e della Scienza. Manterrà la carica sino al termine della legislatura.
Il 3 marzo 1996 è stato eletto nuovamente al Congresso dei Deputati per la provincia di Las Palmas, ma dopo poco tempo, il 20 luglio 1999, si dimetterà, allorché verrà eletto senatore del parlamento regionale. Al termine del suo mandato, il 22 luglio 2003, ha deciso di non ricandidarsi.
Nel 2000, nel prologo del libro Outing en España: los españoles salen del armario di Fernando Bruquetas de Castr, ha dichiarato di essere omosessuale.
Il 27 maggio 2007, Jerónimo Saavedra si è candidato per il PSOE alle elezioni comunali di Las Palmas de Gran Canaria ed è stato eletto sindaco della capitale delle isole Canarie. Grazie al 41,91% dei voti ottenuti il suo partito ha ottenuto quindici dei ventinove seggi del Consiglio. Ha terminato il suo mandato nel 2011.